# Kelapa (plaats)
Kelapa is een plaats in het bestuurlijke gebied Bangka Barat in de provincie  Bangka-Belitung, Indonesië. De plaats telt 5572 inwoners (volkstelling 2010).